# オオヤマフスマ
オオヤマフスマ（大山衾、学名：Arenaria lateriflora、シノニム：Moehringia lateriflora）は、ナデシコ科ノミノツヅリ属の多年草。別名、ヒメタガソデソウ（姫誰が袖草）。種子のへそ部に広い膜質の付属体である「種枕」があるため、別属のオオヤマフスマ属 Moehringia とされる場合がある。

## 特徴
地下の根茎は糸状に伸びる。茎は細く、高さ10-20cmになり、単一または多少分枝し、下向きの細く短い毛が生える。葉は対生し、葉身は広楕円形から倒披針形で、長さ1-3cm、幅3-10mmになり、先端は鈍頭から円頭で、縁は全縁となり、葉柄は無い。葉の両面に毛が生え、縁と裏面の葉脈上の毛が著しい。
花期は6-8月。花の径は約1cm、1-3個が茎先または葉腋につき、花柄は細く下向きの短毛が生える。萼片は5個、卵形になり長さは2-3mm、背面の中肋に毛が生える。花弁は白色で5個、長倒卵形で長さ5-8mmになり、萼片の2倍の長さとなる。雄蕊は10個あり、花糸の基部に毛がある。子房の上に3個の花柱がある。果実は広卵形の蒴果となり、長さ3.5-5.5mmになり、3裂してさらに2浅裂する。種子は黒褐色で光沢があり、卵形で長さ約1mmになり、白い付属体（種枕）がある。

## 分布と生育環境
日本では、北海道、本州、四国、九州に分布し、山地の夏緑樹林内、その林縁または草原に生育する。国外では北半球の温帯に広く分布する。

## 名前の由来
オオヤマフスマは、「大山衾」で、田中芳男の命名であるが、牧野富太郎は「語源は不明」としている。
種小名（種形容語）lateriflora は、「花が側生した」の意味。

## ギャラリー
- 雄蕊は10個、花柱は3個ある。
- 葉の両面に毛があり、縁と裏面の葉脈上の毛が著しい。
- しばしば群生する。